# Tennessee Valley
Pour plus de détails, voir Fiche technique et Distribution.
Tennessee Valley (The Only Thrill) est un film américain réalisé par Peter Masterson, sorti en 1997.

## Synopsis
Reece McHenry (Sam Shepard) est propriétaire d'un magasin de vêtements et Carol Fitzsimmons (Diane Keaton) y travaille en tant que couturière. Le film suit l'histoire de leur relation amoureuse depuis les années 1960 jusqu'à aujourd'hui tout en s'intéressant aussi à la vie du fils de Reece, Tom (Robert Patrick), et de la fille de Carol, Katherine (Diane Lane).

## Fiche technique
- Titre francophone : Tennessee Valley
- Titre original : The Only Thrill
- Réalisation : Peter Masterson
- Scénario : Larry Ketron, d'après sa pièce de théâtre The Trading Post[1]
- Musique : Peter Rodgers Melnick
- Photographie : Don E. FauntLeRoy
- Montage : Jeff Freeman
- Production : Gabriel Grunfeld, James A. Holt & Yael Stroh
- Sociétés de production : Laureate Productions, Moonstone Entertainment & Prestige Productions
- Société de distribution : Legacy Releasing Corporation
- Pays :  États-Unis
- Langue : anglais
- Formats : Couleur - Stéréo - 35 mm - 1.85:1
- Genre : Drame
- Durée : 104 minutes
- Dates de sortie :
  -  États-Unis : 1997
  -  Italie : 7 avril 2000

## Distribution
- Diane Keaton (VF: Christine Delaroche): Carol Fitzsimmons
- Sam Shepard : Reece McHenry
- Diane Lane : Katherine Fitzsimmons
- Robert Patrick : Tom Ryan McHenry
- Tate Donovan : Eddie
- Stacey Travis : Lola Jennings
- Sharon Lawrence : Joleen Quillet
- Brad Leland : Louis Quillet
- Brandon Smith : Mike